# Ким, Андрей Вилориевич
Андре́й Вило́риевич Ким (род. 23 мая 1977) — председатель Верховного суда самопровозглашенной Донецкой Народной Республики. Гражданин России.

## Биография
Родился 23 мая 1977 года.
До назначения в ДНР проживал в Ставропольском крае в городе Кисловодске. Служил в Следственном комитете при прокуратуре Российской Федерации. 12 апреля 2012 года был уволен из СК. В связи с увольнением был выселен из служебного жилья, судился в Ессентукском городском и Ставропольском краевом суде по этому поводу. Окончательно его апелляция была отклонена 17 февраля 2015 Определением Судебной коллегии по гражданским делам Ставропольского краевого суда.
После этого уехал в ДНР, где первое время работал начальником отдела по надзору за следствием Генпрокуратуры ДНР. После смерти главы ДНР Александра Захарченко и вступления в должность и. о. главы ДНР Дениса Пушилина указом от 7 сентября 2018 Ким был назначен Председателем Верховного суда ДНР, а его предшественник Э.Н. Якубовский был отстранён от занимаемой должности.  
13 апреля 2023 года Народный Совет Донецкой Народной Республики вместо Кима А.В. назначил Сироватко Юрия Николаевича на должность Председателя Верховного Суда Донецкой Народной Республики О причинах замены Кима А.В. на  Сироватко Ю.Н. не сообщалось. 
По сообщениям в социальной сети "Вконтакте" в отношении Кима А.В. возбуждено и расследуется уголовное дело за присвоение и растрату бюджетных средств. 